# Sojaolie
Soja er den vigtigste olieplante i verden. Produktionen er steget meget i de senere år. USA, Brasilien, Argentina og Kina er de største producenter. Sojaolie er den klassiske olie i det asiatiske køkken.
Sojabønnens bælg indeholder 2-4 gule frø. Frøenes skal udgør 6-8% af vægten og er meget fiberrig. Sojabønnen dyrkes fortrinsvist for dens høje indhold af olie. Olien er et produkt, som har meget højt indhold af flerumættede fedtsyrer, (54% linolsyre, 8% linolensyre) og lavt indhold af mættede fedtsyrer. 
Olien bliver hovedsageligt udvundet af sojabønnerne ved ekstraktion, men sojaolie fås også varmpresset. Sojaolie anvendes mest til produktion af margarine. Man kan købe olien ren eller blandet med rapsolie, så bliver den som regel solgt som mad- eller salatolie. Sojaolie smager mildt, men nogle typer kan have en svag fiskeagtig aroma. Selv om olien indeholder mange flerumættede fedtsyrer, er sojaolie relativt varmestabil. Derfor kan den godt bruges til at stege i.
Biproduktet efter ekstraktion kaldes sojaskrå. Sojaskrå bruges til dyrefoder. Evt. Laves det til sojamel, som bliver brugt i fødevareproduktionen.
| Mad og drikke | Spire Denne artikel om mad og drikke er en spire som bør udbygges. Du er velkommen til at hjælpe Wikipedia ved at udvide den. |